# Passa Três
Passa Três é um distrito do município de Rio Claro, no estado do Rio de Janeiro, Brasil.
No entroncamento das rodovias RJ-145 e 139, sempre teve sua economia voltada para a produção agropecuária e para a exploração de água mineral. Pertenceu, até 1938, ao extinto município de São João Marcos, quando aquele passou a ser distrito de Rio Claro e foi, anos depois, inundado pelas águas da Represa de Ribeirão das Lajes.
Alcançou razoável desenvolvimento durante o tempo em que a atual RJ-139 era conhecida como "Rio-São Paulo", sendo a única rota rodoviária entre as principais metrópoles do país, á época. Com o passar do tempo e a abertura da rodovia Presidente Dutra, caiu de importância.
No passado, o distrito também possuía uma ligação ferroviária com as cidades de Piraí e Barra do Piraí, pela Linha da Barra da Rede Mineira de Viação (oriunda da antiga Estrada de Ferro Pirahyense). O trecho da linha férrea entre o distrito e as duas cidades foi desativado em 1942 e extinto em 1944, originando parte da atual rodovia RJ-145. 
Atualmente tem uma população de 3.038 habitantes (est. 2000), segundo dados da Prefeitura de Rio Claro.

## História
A cidade de Passa Três (antiga Nossa Senhora da Conceição do Passa Três), pertenceu até 1938 ao município de São João Marcos, que foi despovoado e demolido em 1940 para a formação de uma represa para a produção de energia elétrica. Após a extinção do município de São João Marcos, todos os seus distritos passaram a fazer parte de Rio Claro. O tráfego comercial em Passa Três era intenso: muitas eram as estradas que atravessavam a localidade partindo de Angra dos Reis, Rio Claro, Mangaratiba, São João Marcos, Alto da Serra e de Arrozal. A Estrada de Ferro Pirahyense, que contribuía para o transporte do café e de outros gêneros, chegou ao distrito em 1883 e, em 8 de julho do mesmo ano, foi inaugurada a Estação Ferroviária de Passa Três, hoje extinta. No centro urbano do distrito encontra-se a Igreja de Nossa Senhora da Conceição, construída no século XIX, e também alguns casarões remanescentes. A poucos quilômetros do centro, localizam-se duas edificações construídas pelo comendador Joaquim José de Sousa Breves: a Fazenda da Grama, que foi sede da administração de suas inúmeras outras fazendas; e a Capela de São Joaquim da Grama, erguida em 1809. Um evento marcante na cidade é a apresentação da Encenação da Paixão de Cristo, na Semana Santa, que acontece há mais de 30 anos (2013), contando com cerca de 60 atores da cidade e de participações especiais.
Em Passa Três, encontra-se uma das primeiras igrejas evangélicas do Brasil (a Igreja Evangélica Congregacional de Passa Três) fundada em 1897, pela Igreja Evangélica Fluminense, do Centro do Rio de Janeiro, oriunda do trabalho missionário do médico escocês Robert Reid Kalley, que fundou a Igreja Evangélica no Brasil, hoje pertencente à UIECB (Igrejas Evangélicas Congregacionais do Brasil) com sede no Centro-RJ. 
Os Rodrigues Martins - procedentes da Ilha da Madeira-Portugal - alojaram-se em Passa Três no início do século XX e compraram muitas terras do outro lado do rio Piraí e colocaram o nome de Sítio São Gabriel. Hoje há uma ponte com esse nome ligando a BR-145 ao Sítio São Gabriel. Os Rodrigues Martins tiveram importante participação no desenvolvimento local com atividades agropecuária, sendo que  Moisés Rodrigues Martins foi importante comerciante no local. Alguns deles foram para o Rio de Janeiro, como o Sr. Joaquim Rodrigues Martins que foi dono de quase todo o bairro do Encantado e hoje é lembrado porque a prefeitura do Rio de Janeiro o homenageou colocando o seu nome em uma das ruas do bairro: Rua Joaquim Martins que liga o bairro da Piedade ao bairro do Encantado.

## Água Mineral Passa Três
O distrito de Passa Três também é conhecido por abrigar a Damil Empresa de Mineral, ou, Água Mineral Passa Três. Esta empresa não é pública, portanto, é paga. Algumas pessoas pegam de minas naturais, porém, há boatos que não falam bem destas minas d'água...
Com mais de 60 anos de existência, a empresa é responsável por levar o nome do distrito a várias outras cidades, através do seu produto.
1. ↑  «Passa-Três -- Estações Ferroviárias do Estado do Rio de Janeiro». www.estacoesferroviarias.com.br. Consultado em 7 de agosto de 2020

## Parque Arqueológico de São João Marcos
Este parque é um destino comum para quem vem para a cidade ou os próprios moradores. Frequentemente, a escola municipal Câmara Torres visita este parque.

## Igrejas
Em Passa Três há 5 igrejas com religiões diferentes, uma evangélica congregacional, que a propósito é a terceira do Brasil; metodista, católica, assembleia, testemunhos de Jeová; e mais algumas das mesmas religiões.

## Marcos
Há restaurantes como Manu Sushi e El Shaday. Há também o supermercado Milênio, bem popular para os moradores e visitantes. Infelizmente, aqui há poucos empregos e não há muitas iniciativas ambientais como coleta de recicláveis e utilização de energia renovável. Existem três praças no centro da cidade e há uma perto do restaurante El Shaday.
1. ↑  História de Rio Claro. Rio de Janeiro: [s.n.]